# Financiamento climático no Quénia

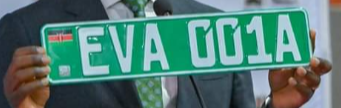
Lançamento das novas placas de identificação de veículos elétricos, 2024.

O financiamento climático no Quénia mobiliza recursos públicos e privados para reduzir emissões de gases de efeito estufa e reforçar a adaptação aos impactos do clima, tanto internamente quanto por meio de parcerias internacionais. Vulnerável a secas e inundações — fenômenos que geram perdas anuais de até 2,8% do PIB e já afetaram mais de 53 milhões de pessoas entre 1990 e 2020 — o país depende de 62 bilhões de dólares até 2030 para cumprir suas metas no Acordo de Paris, dos quais 87% devem vir de apoio externo.
No plano doméstico, a Lei das Alterações Climáticas (2016), o NCCAP e políticas de economia verde criaram incentivos fiscais, Feed-in tariffs e um registro nacional de carbono. No setor energético, a participação de renováveis na matriz saltou de 70% para cerca de 90% entre 2018 e 2023, impulsionada por projetos geotérmicos, solar e eólico — com destaque para o parque Lake Turkana (310 MW) — e com a meta de geração 100% limpa até 2030.:44
Apesar dos avanços, prevalece o desequilíbrio entre doações e empréstimos, o que onera o orçamento nacional e aprofunda dinâmicas de dívida externa. Críticas apontam falta de transparência em projetos de carbono (como o Northern Kenya Rangelands Carbon Project), denúncias de corrupção em fundos locais (FLLoCA) e insuficiente consulta às comunidades, revelando desafios de equidade e governança na mobilização de recursos.

## Contexto e vulnerabilidades

### Contexto climático e florestal

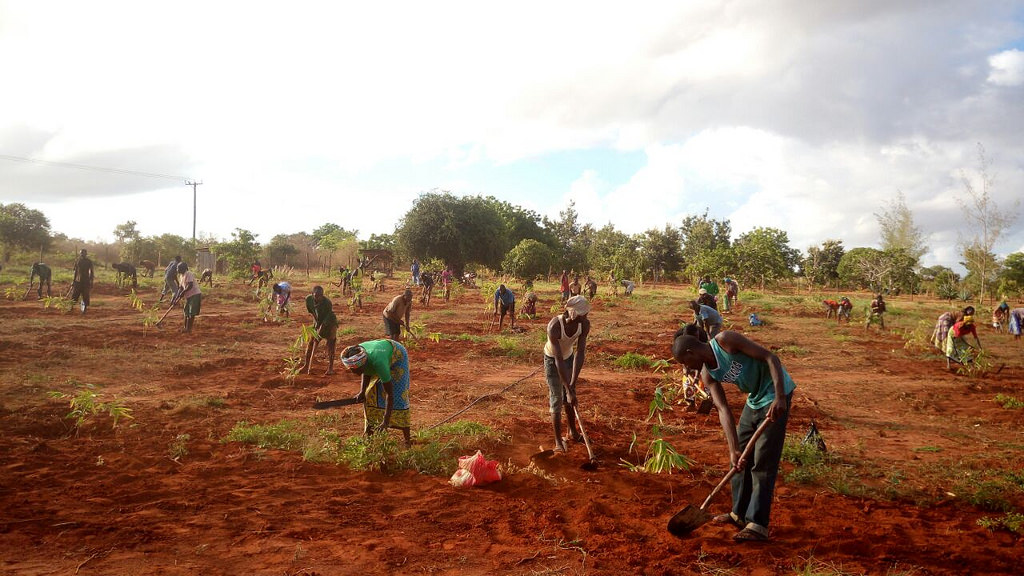
Cultivação da terra no Quénia

A forte dependência do Quénia da agricultura de sequeiro — responsável por cerca de 98% da produção agrícola do país — torna-o extremamente vulnerável aos impactos das mudanças climáticas, como o aumento da frequência de secas, inundações e temperaturas elevadas. Esses fenómenos ameaçam diretamente a segurança alimentar, a infraestrutura e a estabilidade económica nacional.
As mudanças climáticas no Quénia se manifestam num aumento notável de desastres como secas e inundações; estima-se que esses eventos criem um passivo económico de 2-2,8% do seu PIB a cada ano. Além disso, a irregularidade das chuvas e a ocorrência de eventos climáticos extremos têm provocado aumento da erosão do solo e danos relacionados a inundações, com custos económicos estimados em até 5,5% do PIB a cada sete anos.
Entre 1990 e 2020, o Quénia enfrentou 16 grandes secas que afetaram cerca de 53 milhões de pessoas, resultando em perdas significativas de safras e mortes de rebanhos.
Outros desastres naturais no país que foram atribuídos às mudanças climáticas incluem a invasão de gafanhotos em 2020 e as inundações em 2024.
O território do Quénia possui uma área total de 569.140 km², dos quais aproximadamente 10,7% são destinados a culturas permanentes e terras aráveis, 37,4% a pastagens permanentes e apenas 6,1% mantêm cobertura florestal. No entanto, essa cobertura vem sofrendo uma queda acentuada: em 1963, as florestas ocupavam cerca de 11% do país, percentual que caiu para apenas 6% atualmente.

### Contexto económico
O Governo do Quénia estima que 62 bilhões de dólares americanos serão gastos na implementação das NDC (ações de mitigação e adaptação) do país entre 2020 e 2030. A necessidade de recursos para ações de mitigação é de 17,7 bilhões de dólares, enquanto os recursos necessários para ações de adaptação são de 43,9 bilhões até o ano de 2030.

### Contexto energético
No Quénia, os biocombustíveis e resíduos — principalmente a biomassa tradicional, como lenha e carvão vegetal — dominam o suprimento total de energia devido ao seu uso generalizado para cozinhar, especialmente entre os domicílios rurais. No entanto, há uma tendência crescente em direção a fontes de energia mais limpas, com a participação da geotérmica, eólica, solar e hidrelétrica no suprimento energético do Quénia aumentando de 18% em 2019 para 19% em 2023.
O panorama energético do país é caracterizado por uma combinação de produção doméstica e uma dependência significativa de importações, especialmente de petróleo.:2 As fontes de energia limpa, incluindo geotérmica, eólica, solar e hidrelétrica, representam cerca de 24% da produção total de energia do país, refletindo a forte base de recursos renováveis do Quénia e os esforços contínuos para expandir a energia sustentável.
Os preços da eletricidade no Quénia continuam a subir, atingindo 0,26 dólares por KW/hora para consumidores residenciais em 2024, o que o torna um dos preços mais altos da África. Diversos fatores contribuem para essas tarifas elevadas, incluindo o aumento dos custos trabalhistas, perdas significativas no sistema e a necessidade de recuperação de custos pela empresa nacional de energia, Kenya Power and Lighting Company (KPLC).
O Quénia registrou um notável aumento de 4,7% ao ano na produção total de eletricidade entre os anos 2000 – 2023, um crescimento fortemente associado a iniciativas agressivas de eletrificação e a investimentos significativos em infraestrutura de energia renovável.
A rede elétrica do Quénia enfrenta desafios significativos de infraestrutura que limitam sua capacidade de fornecer energia confiável e eficiente para uma população superior a 50 milhões de pessoas. A rede elétrica apresenta perdas elevadas — em média 24% da eletricidade, o que corresponde ao triplo da média global — principalmente devido à infraestrutura obsoleta, ligações ilegais e falhas no sistema de faturamento.

## Contribuições nacionalmente determinadas
O Quénia é parte da Convenção-Quadro das Nações Unidas sobre Mudanças Climáticas (CQNUAC), do Protocolo de Quioto e do Acordo de Paris. A Contribuição Nacionalmente Determinada (CND) do país é evitar as emissões de gases do efeito estufa (GEE) em 32% até 2030, em relação ao cenário de manutenção do status quo, a um custo previsto de 62 bilhões de dólares. Para tanto, segundo o relatório enviado à CQNUAC, o país precisará de apoio internacional para custear 87% do orçamento, uma vez que só conseguirá contribuir com 13% com seus próprios recursos.
Para o período 2031-2035, o país se comprometeu, nas suas segundas CNDs, a reduzir suas emissões de gases de efeito estufa em 35% até 2035 (comparado aos patamares atuais de 2025). Nesse segundo período, 20% dos recursos seriam provenientes do próprio Quénia, ante 80% de origem estrangeira. Mais especificamente falando, a projeção é de 22,5 bilhões de dólares em investimentos em mitigação, sendo 4,28 bilhões (19%) nacionais e 18,34 bilhões (81%) internacionais. No campo da adaptação, seriam 17,7 bilhões de dólares, 3,36 bilhões (19%) domésticos e 14,34 bilhões (81%) internacionais.

## Quadro político e jurídico
O Quénia buscou integrar as considerações sobre mudanças climáticas nos planos, políticas, estratégias, projetos e programas do país, e isso se traduziu na chamada "Visão Quénia 2030", que é um plano de desenvolvimento a longo prazo que engloba programas e projetos de adaptação e mitigação.:44

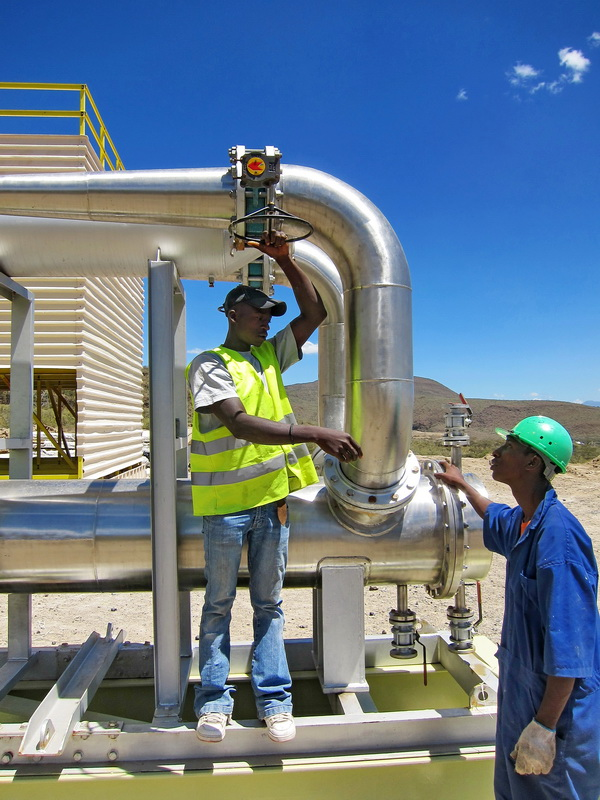
Trabalhadores de uma planta geotérmica, Olkaria.

O país tem como um de seus principais objetivos energéticos diversificar a matriz, priorizando fontes renováveis. Para isso, pretende reduzir gradualmente sua dependência de combustíveis fósseis, aproveitando ao máximo o enorme potencial geotérmico, solar, eólico e hidrelétrico de que dispõe.:i Nesse contexto, destaca‑se a meta ambiciosa de, até 2030, gerar 100% da eletricidade a partir de fontes limpas, posição que consolidaria o Quénia como referência continental em sustentabilidade.:44
Além da transição para energias renováveis, o governo busca garantir acesso universal à eletricidade até 2030, de modo que nenhuma comunidade permaneça sem fornecimento.:i Para isso, adotam‑se estratégias que combinam a expansão da rede convencional com soluções off‑grid, especialmente em áreas rurais e isoladas.:x Paralelamente, há um forte compromisso de promover uma transição energética justa e equitativa, alinhando as reformas setoriais às metas climáticas globais e assegurando que os benefícios cheguem a todos os grupos sociais sem agravar desigualdades pré‑existentes.:27
Por fim, reconhecendo que o crescimento da geração renovável exige infraestrutura robusta, o Quénia planeja ampliar a capacidade de transmissão e distribuição para 100 GW até 2040, fortalecendo a confiabilidade do sistema e atendendo à demanda futura. Em complemento, o país investirá em tecnologias limpas de cocção, como fogões eficientes e sistemas de aquecimento de baixo impacto, a fim de reduzir a dependência de biomassa tradicional — lenha e carvão vegetal — e mitigar os impactos ambientais e sanitários associados.
Alcançar essas ambiciosas metas energéticas exigirá um investimento estimado em 40 bilhões de dólares na próxima década.
As outras políticas-chave incluem a Estratégia Nacional de Resposta às Alterações Climáticas (NCCRS, na sigla em inglês), de 2010, que foi o primeiro documento de política nacional sobre as alterações climáticas. O objetivo é promover a integração das mudanças climáticas em todo o planejamento e orçamento do governo. Para operacionalizar o NCCRS, foi elaborado o Plano Nacional de Ação para as Alterações Climáticas (NCCAP, na sigla em inglês) um plano quinquenal que definiu um caminho para um desenvolvimento resiliente ao clima e com baixo teor de carbono. Em 2023, o país publicou seu terceiro NCCAP, que vigorará até 2027.
Para fornecer um quadro jurídico para as alterações climáticas, a Lei das Alterações Climáticas foi promulgada em 2016. A lei estabeleceu estruturas de governança para a gestão das alterações climáticas no país, incluindo o Conselho Nacional para as Alterações Climáticas. As outras políticas de apoio incluem a Política Nacional de Financiamento Climático; a Estratégia e o Plano de Implementação da Economia Verde; e a Lei das Alterações Climáticas de 2016.
Além disso, uma série de incentivos financeiros e fiscais foi criada para estimular ainda mais a participação do setor privado. Entre eles, encontram‑se opções de alívio fiscal, garantias de crédito, fundos de investimento subsidiados, feed‑in tariffs e sistemas de compensação de energia (net metering). Esses mecanismos não apenas reduzem os riscos percebidos pelos investidores estrangeiros, mas também promovem o investimento local, elevam a taxa de retorno projetada e fomentam o desenvolvimento de sistemas solares residenciais.
Em resposta à crise florestal, o Quénia lançou iniciativas de sustentabilidade, como a Política Nacional de Uso da Terra, que tem como objetivo coordenar a gestão territorial, promover o uso sustentável e equilibrar o desenvolvimento com a proteção ambiental.
O Marco de Agricultura Inteligente para o Clima do Quénia (Climate-Smart Agriculture – CSA Framework, 2018–2027) tem como objetivo promover uma agricultura resiliente às mudanças climáticas e de baixo carbono, garantindo a segurança alimentar e apoiando as metas de desenvolvimento estabelecidas na Visão 2030 do país.

### Incentivos de investimento
O Quénia vem avançando no campo do financiamento climático e dos investimentos sustentáveis ao alinhar-se a padrões internacionais de transparência, como a obrigatoriedade do relatório de sustentabilidade conforme as Normas Internacionais de Relato Financeiro (IFRS S2), prevista para 2027.
Em 2024, o país introduziu o regulamento climático sobre mercados de carbono, que estabelece uma base legal para a comercialização de créditos de carbono e cria um Registro Nacional de Carbono, voltado tanto para mercados voluntários quanto regulados.
As tarifas de incentivo à energia renovável do país oferecem valores fixos para eletricidade gerada a partir de fontes como vento, solar, geotérmica e biomassa, o que reduz o risco para investidores e promove previsibilidade de preços.
O Quénia permite até 100% de participação estrangeira na maioria dos setores (exceto energia e iluminação), desde que o investimento mínimo seja de 100.000 doláres. Para estimular ainda mais o aporte externo, o país firmou diversos acordos com outros países — como Dinamarca, França, Alemanha, Índia, entre outros — para evitar a dupla tributação.
Para diversificar sua matriz e atrair capital, o Quénia tem recorrido a Produtores Independentes de Energia (IPPs). Por meio deles, cresceram significativamente as usinas eólicas, solares e geotérmicas no país. No entanto, a necessidade de autorização dos Power Purchasing Agreements (PPAs) — acordos de compra de energia — junto ao governo tem sido um gargalo frequente, atrasando a execução de alguns projetos apesar do apetite dos investidores.
Em uma mudança regulatória significativa, novas regras introduzidas em 2024 buscaram por fim aos controles das agências estatais KETRACO e KPLC, permitindo que empresas privadas tenham acesso aberto às redes de transmissão e distribuição mediante o pagamento de uma tarifa.
Além disso, novas ferramentas como uma taxonomia verde nacional e padrões de divulgação climática — finalizados em abril de 2025 pelo Banco Central do Quénia em parceria com o Banco Europeu de Investimento — buscam alinhar os fluxos financeiros às metas ambientais do país.

## Fluxos de financiamento climático
Em 2018, 2,4 bilhões de dólares de capital público e privado foram investidos em investimentos relacionados ao clima. Isto representa aproximadamente um terço do financiamento de que o Quénia necessita anualmente para cumprir as metas estabelecidas na sua NDC.

### Público
No âmbito doméstico, o Orçamento do Governo do Quénia para 2025/26 destinou 103,8 milhões de xelins quenianos ao conjunto de programas de proteção ambiental, recursos hídricos e gestão de recursos naturais, contra 110,1 milhões no orçamento anterior, evidenciando um corte significativo mesmo diante da intensificação das secas e inundações no país. Nesse mesmo orçamento, o projeto Financing Locally Led Climate Action (FLLoCA), que visa fortalecer a capacidade dos condados de implementar iniciativas de adaptação baseadas na comunidade, teve sua dotação quase dobrada, passando de 5,9 milhões de xelins para 11,5 milhões, o que sinaliza uma priorização da resiliência descentralizada.
A Rural Electrification and Renewable Energy Corporation (REREC) está ativamente implantando sistemas solares fora da rede, em escolas públicas, para alcançar comunidades marginalizadas.

### Privado
No financiamento do setor privado, mais de 95 investidores de impacto estão gerenciando mais de 136 veículos de capital de impacto no Quénia. Mais de 650 milhões de dólares de capital de investimento privado fluíram para o Quénia entre 2005 e 2015.
A BasiGo, empresa queniana de ónibus elétricos, foi lançada no início de 2022 com apenas dois veículos e, em apenas dois anos, expandiu rapidamente sua frota para mais de 28 ónibus em operação em todo o país. Em parceria com a Kenya Power, a BasiGo está desenvolvendo uma rede de estações de recarga ao longo de rotas estratégicas, aproveitando a matriz elétrica predominantemente renovável do Quénia.
A Iniciativa de Finanças Sustentáveis, lançada pela Associação de Bancos do Quénia (ABQ) em 2015, representou um avanço importante na incorporação de princípios de governança ambiental, social e corporativa (ESG) no setor bancário do país. Além disso, a ABQ atualizou suas diretrizes para alinhá-las a padrões globais, incentivando as instituições financeiras a promover o financiamento verde, ampliar o impacto social e fortalecer a gestão de riscos. Bancos líderes, como o Absa Bank Kenya, adotaram metas ambiciosas — como alcançar emissões líquidas zero até 2040 — e vêm integrando estruturas ESG em suas carteiras de crédito e estratégias de gerenciamento de riscos.
Os títulos verdes no Quénia surgiram como uma ferramenta fundamental para mobilizar capital privado em prol do desenvolvimento sustentável. A Bolsa de Valores de Nairóbi (NSE), a Associação de Bancos do Quénia (ABQ) e a Iniciativa de Títulos Climáticos (CBI) introduziram diretrizes específicas para apoiar esse mercado. Em 2019, a Acorn Holdings emitiu o primeiro título verde certificado do país, arrecadando 40 milhões de dólares.
A Peercarbon é uma fintech queniana que auxilia pequenas e médias empresas a monitorar suas emissões, reduzir CO₂ e obter financiamento verde por meio de um sistema simplificado de contabilização de carbono e de ferramentas de descarbonização adaptadas a cada setor.
Criada em 2013, a 4G Capital é uma instituição digital de crédito com sede em Nairóbi. Ela oferece empréstimos sem garantia e capacitação empresarial a micro e pequenas empresas, tendo liberado 610.000 créditos que somam 79 milhões de dólares.
A Kenya Renewable Energy Association (KEREA) é uma organização independente sem fins lucrativos, estabelecida em agosto de 2002 com o objetivo de apoiar o setor de energias renováveis no Quénia. Entre suas atividades, está a elaboração e revisão de padrões técnicos, a proposição de propostas regulatórias e a coordenação de grupos de trabalho para discutir o uso de tecnologias limpas. A associação reúne empresas e profissionais da cadeia de valor de renováveis e atua em advocacia e capacitação para facilitar a implementação de projetos no país.

### Cooperação internacional e financiamento externo

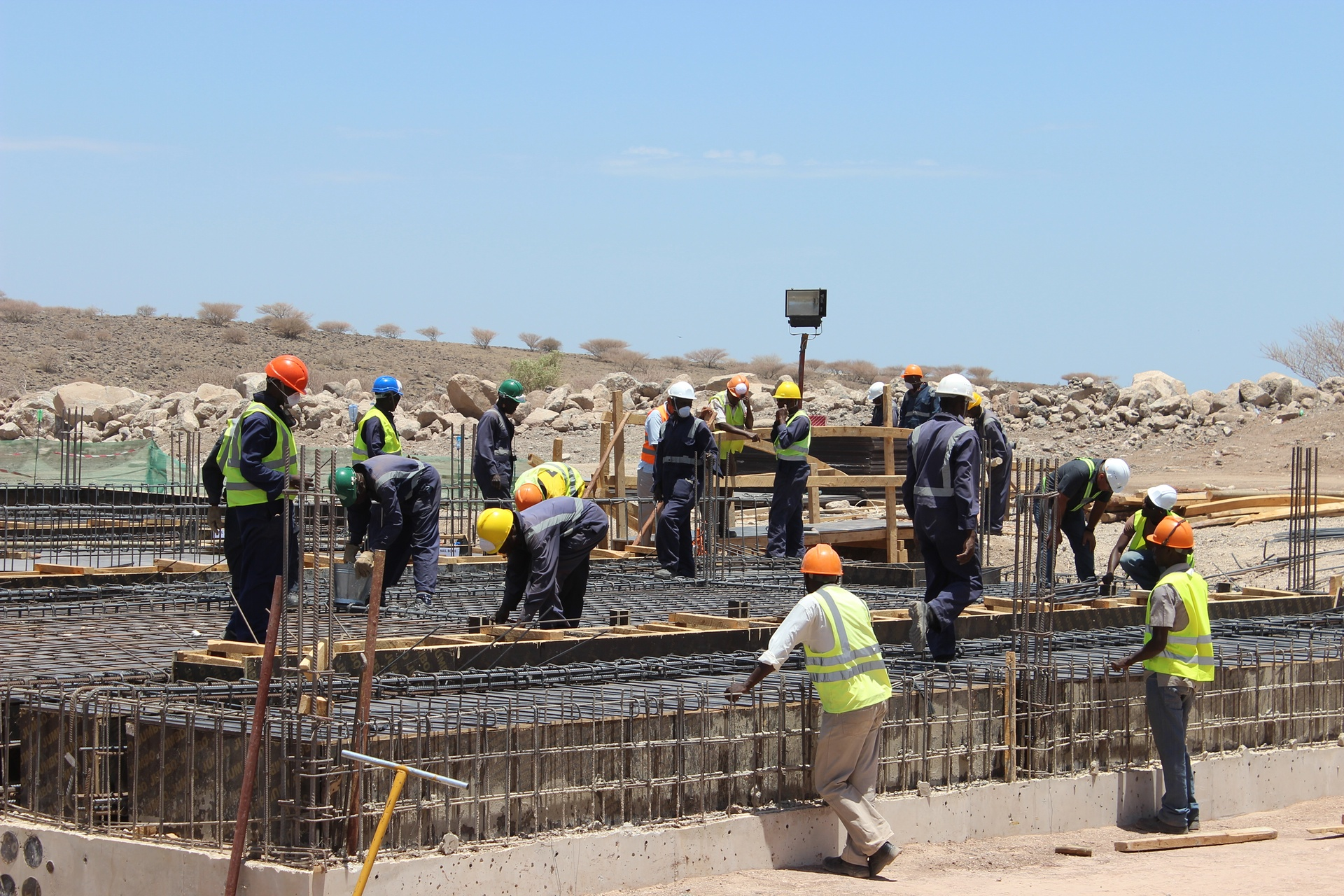
Construção do projeto Lake Turkana, 2015

Para fomentar soluções de mobilidade com menor impacto ambiental, o Banco Africano de Desenvolvimento destinou 1 milhão de dólares de empréstimos a um programa de assistência técnica voltado ao Quénia e a outras nações africanas, com foco na promoção de sistemas de transporte mais limpos e eficientes.
O projeto eólico Lake Turkana Wind Power (LTWP), com capacidade de geração de 310 MW, é o maior parque eólico da África e representa o maior investimento privado da história do Quénia, apoiado por um consórcio de financiadores e investidores internacionais. A iniciativa ampliou de forma significativa a capacidade de energia renovável do país, com estimativas de representar cerca de 20% da eletricidade instalada e contribuindo para diversificar a matriz energética queniana.
O país também recorre ao Fundo Monetário Internacional por meio dos programas Extended Fund Facility e Extended Credit Facility, que totalizam cerca de 3,6 bilhões de dólares e previam um desembolso de aproximadamente 480 milhões na nona revisão; entretanto, essa revisão foi abandonada em março de 2025, suscitando críticas sobre as condições e a dependência de empréstimos externos para financiar despesas essenciais.

## Principais setores beneficiados
Pouco mais de 79% das finanças climáticas no Quénia foram destinadas à implementação de medidas de mitigação climática, enquanto a adaptação representou apenas 11,7%. 79% do financiamento climático público internacional foi entregue por meio de dívida, e 55% disso foi canalizado principalmente para atividades de mitigação.
O setor de transporte do Quénia — especialmente os matatus e táxis movidos a diesel — é uma das principais fontes de poluição do ar nas áreas urbanas e de emissões de carbono. A rápida adoção de motocicletas elétricas tem se mostrado uma solução promissora: em 2024, esses veículos representaram 7,1% dos novos registros, um aumento em relação aos 3,6% de 2023.

## Impactos e resultados
O Quénia avançou significativamente em sua transição para energia limpa, com a participação da eletricidade gerada a partir de fontes renováveis aumentando de 70% em 2018 para aproximadamente 90% em 2023, posicionando o país como um líder continental em energia verde. Essa mudança é sustentada por grandes investimentos em energia geotérmica, resistente à seca, além da entrada em operação do maior parque eólico da África, o projeto Lake Turkana, com 310 MW.
O acesso à eletricidade se expandiu rapidamente no Quénia, alcançando 79% da população em 2023, e o país está no caminho para atingir o acesso universal até 2030.:19 As soluções off-grid também estão desempenhando um papel crucial, com uma em cada cinco residências utilizando minirredes solares ou sistemas autónomos, especialmente em áreas rurais e comunidades subatendidas.:9
A adoção de tecnologias limpas para cocção melhorou de forma significativa no Quénia, com as taxas aumentando de 10% em 2013 para 31% em 2023, refletindo intervenções direcionadas em políticas públicas e no mercado.:9

## Críticas e controvérsias
Embora o projeto Lake Turkana seja celebrado por suas conquistas técnicas e pelos benefícios económicos em nível nacional, ele também gerou controvérsias locais, incluindo disputas por direitos sobre a terra, acusações de grilagem e preocupações quanto à distribuição dos benefícios do projeto entre as comunidades vizinhas. A rápida privatização e o desenvolvimento de infraestrutura transformaram os valores das terras locais e as relações sociais, gerando tanto novas oportunidades quanto formas de exclusão para as populações indígenas.
De maneira semelhante, projetos de compensação de carbono enfrentam acusações de falta de consentimento das comunidades indígenas e fragilidade metodológica. O Northern Kenya Rangelands Carbon Project (NKRCP), apoiado por corporações como Meta e Netflix, foi suspenso pela certificadora Verra após decisão judicial reconhecer que duas conservações foram estabelecidas de forma inconstitucional e sem a devida consulta às populações locais.
Diversas organizações africanas de justiça climática, como a Pan African Climate Justice Alliance (PACJA), criticam o uso de empréstimos rotulados como "financiamento climático" por onerar populações vulneráveis com juros e amortizações que recaem sobre o orçamento nacional e o bolso dos cidadãos. Jessica Mwanzia, da Aliança Pan-Africana pela Justiça Climática, afirmou que "é completamente imoral sobrecarregar as comunidades africanas, que já estão a pagar o preço máximo das alterações climáticas, com empréstimos injustos para mitigar um desastre, aparentemente causado pelo financiador." Susan Otieno, diretora executiva da ActionAid no Quénia, e outros especialistas apontam que tais empréstimos travaram a capacidade do país de investir em ações climáticas essenciais, agravando a crise da dívida e limitando políticas de adaptação.
Acadêmicos e organizações de direitos humanos alertam para a perpetuação de dinâmicas neocoloniais, em que credores internacionais impõem reformas estruturais — como austeridade fiscal e privatizações — como contrapartida aos recursos, limitando a autonomia política do Quênia. Fadhel Kaboub, economista e presidente do Global Institute for Sustainable Prosperity, argumenta que a FMI e Banco Mundial impõem austeridade ao Sul Global, enquanto deveriam oferecer subsídios e cancelar dívidas climáticas do Norte.
Relatórios do Tesouro Nacional queniano expuseram mau uso de verbas do programa Financing Locally Led Climate Action (FLLoCA), com casos de emendas orçamentárias desviadas em condados como Kakamega, que teria repassado indevidamente dezenas de milhões de xelins para fornecedores sem processos licitatórios claros. Faith Ngige, da Kenya Platform for Climate Governance (KPCG), denuncia que "há interferência política na determinação dos projetos que são designados como FLLoCA, e as comunidades não conseguem distinguir entre os projetos de desenvolvimento comuns e o que é designado como um projeto FLLoCA."

## Perspectivas futuras

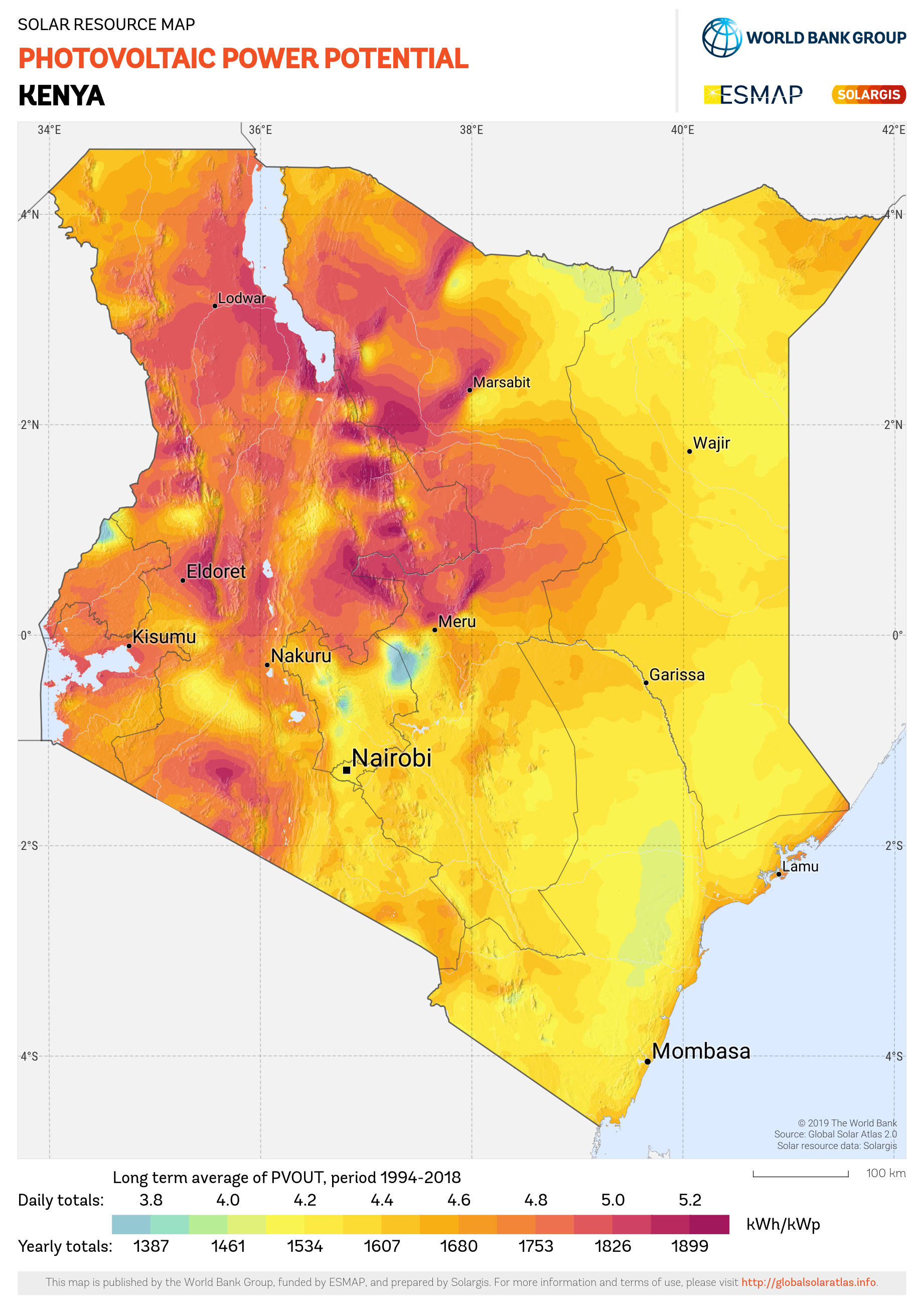
Mapa do potencial fotovoltaico do Quénia.

As reformas do setor energético do Quénia estão centradas em aproveitar seus vastos recursos renováveis — com um potencial estimado de 10.000 MW em energia geotérmica e entre 3.000 – 4.600 MW em energia eólica — além de expandir a energia solar e investir em armazenamento de energia em larga escala, como parte de uma iniciativa continental para desenvolver 5 GW de capacidade de armazenamento até 2027. Esse vasto recurso geotérmico está predominantemente localizado ao longo do Vale do Rift da África Oriental, que atravessa o país de norte a sul e abriga numerosos campos geotérmicos de alta temperatura.
O Quénia recebe uma alta irradiância solar, com média de cerca de 5 kWh/m² por dia na maior parte do território, o que o torna excepcionalmente adequado tanto para soluções solares em larga escala quanto para sistemas solares fora da rede.:19 Regiões como Turkana se destacam por seu potencial solar particularmente forte e consistente, figurando entre os mais altos da África Oriental.:28
As principais agências estatais, KETRACO e KPLC, estão planejando expansões significativas da rede de transmissão e distribuição ao longo da próxima década, com o objetivo de melhorar a capacidade, a eficiência e a conectividade em áreas rurais.